# Santa Cecilia (Moreau)
Santa Cecilia (Sainte Cécile) è un dipinto di Gustave Moreau realizzato presumibilmente durante gli anni 1880 e conservato al Museo Gustave Moreau di Parigi.

## Storia
Figlio di agnostici, Moreau non era un devoto cristiano, ma l'iconografia cattolica suscitò sempre un grande interesse in lui, come attestato dalle sue opere. Santa Cecilia, patrona della musica, si annovera per Moreau tra le altre figure artistiche paradigmatiche che ricorrono nelle sue tele, insieme a Orfeo, Esiodo e Saffo. Negli anni 1880 dipinse la santa in molteplici occasioni: già nel 1885 diversi dipinti pittorici della martire erano presenti nel suo studio.

## Descrizione
Il presente acquerello è l'unico dipinto del pittore ritraente la vergine romana realizzato con questa tecnica e il fatto che Moreau abbia firmata l'opera (in basso al centro) evidenzia l'importanza attribuitagli dall'artista.
Nell'acquerello Cecilia è ritratta di profilo, inginocchiata, con il capo piegato all'indietro in atteggiamento estatico mentre ascolta le voci degli angeli che volano intorno alla sua testa e alla sua aureola. La differenza di scala tra i personaggi è tipica dell'ultima fase della produzione di Moreau: di questo periodo, ad esempio, è anche Fiore mistico, un'altra opera caratterizzata dall'afflato spirituale e da proporzioni peculiari tra le figure dipinte.